# Filip Kirkorov
Filip Bedrosovici Kirkorov (în rusă Фили́пп Бедро́сович Кирко́ров; în bulgară Фи́лип Бедро́сов Кирко́ров; 30 aprilie 1967, în Varna) este un cântăreț, actor, compozitor și producător muzical rus de origine bulgară; Artist al Poporului în Federația Rusă.
Considerat ”rege al muzicii pop din Rusia”, Filip Kirkorov este octuplu câștigător al premiului «Овация» (Ovația), cvintuplu laureat al premiului «World Music Awards» pentru cel mai popular interpret rus, multiplu câștigător al premiului «Gramofonul de Aur», și altor premii muzicale din Rusia. La festivalul cinematografic «Кинотавр» (Kinotavr) din 2002, Kirkorov a câștigat premiul ”cel mai bun actor” pentru rolul din musicalul «Вечера на хуторе близ Диканьки» (Vecera na hutore bliz Dikanki).

## Discografie

### Albume
Albume de studio
- 1990: Filip
- 1990: Sinbat-Morehod
- 1991: Nebo I Zemlia
- 1991: Tî, Tî, Tî
- 1992: Takoi-siakoi
- 1994: Ia Ne Rafael
- 1995: Primadonna
- 1995: Skaji Solnțu - "Da"
- 1998: Edinstvenaia
- 1998: Oi, Mama Șika Dam
- 2000: CeloFilia
- 2001: Magico Amor
- 2002: Vliublonîi I Bezumno Odinokii
- 2003: Neznakomka
- 2007: For You
- 2011: ДруGOY

Live
- 2001: Vcera, Segodnia, Zavtra... (Ieri, Astăzi, Mâine... )

Compilation
- 2003: Lucișie Pesni (Cele mai bune piese)
- 2004: Duetî (Duete)

### Single-uri
- 1999: Mîși
- 2000: Ogon` I Voda
- 2000: Kilimandjaro
- 2001: Diva
- 2001: Tî Poveriș`?
- 2001: Ia Za Tebia Umru
- 2001: Maria
- 2002: Jestokaia Lubovi
- 2004: «F…K Сам п…а?! или Kirkorov MaZZDie!!!»
- 2005: Kak Sumaședșii Ia (duet cu Sakis Rouvas)
- 2009: Jara